# DoorDash
DoorDash Inc. — американська служба доставки їжі. Була запущена в Пало-Альто, штат Каліфорнія, у 2013 році. Станом на січень 2020 року мала найбільшу частку ринку доставки їжі в США. DoorDash провела первинне публічне розміщення акцій 9 грудня 2020 року.

## Історія
DoorDash була запущена як PaloAltoDelivery.com у січні 2013 року, тоді була здійснена перша доставка. До березня компанія отримала 120 000 доларів початкового капіталу від YCombinator.
DoorDash була заснована студентами Стенфорда Тоні Сю, Стенлі Тангом, Енді Фангом та Еваном Муром. Згодом Мур відійшов від справ і тепер є партнером Khosla Ventures.
У грудні 2018 року повідомлялося, що DoorDash обігнала Uber Eats і посіла друге місце в загальному обсязі продажів продуктів харчування в США, після GrubHub. До березня 2019 року загальний обсяг продажів перевищив GrubHub — 27,6 % ринку доставки за запитом. На початку 2019 року DoorDash стала найбільшим стороннім постачальником продуктів харчування в США за споживчими витратами. Компанія зберегла цю позицію на ринку в 2020 році.

### Фінансування
DoorDash залучила понад 2,5 млрд доларів за кілька етапів фінансування від інвесторів, включаючи Y Combinator, Charles River Ventures, SV Angel, Khosla Ventures, Sequoia Capital, SoftBank, GIC та Kleiner Perkins. Станом на червень 2020 року фінальна оцінка статків DoorDash становить трохи менше 16 млрд доларів. У жовтні 2017 року фінансовий директор Майк Дінсдейл покинув DoorDash менш ніж за рік після того, як почав працювати в компанії.

### IPO
27 лютого 2020 року DoorDash оголосила, що подав конфіденційну інформацію, щоб вийти на публічний ринок.
Станом на листопад 2020 року компанія планувала продати 33 мільйони акцій за 75-85 доларів за одну в рамках первинного публічного розміщення акцій (IPO), яке, як очікувалося, принесе оцінку до 38 млрд доларів. Декларація SEC, опублікована 13 листопада 2020 року, показала, що у компанії був перший прибутковий квартал (квітень — червень); проте збитки продовжувались і в наступному кварталі. З моменту запуску у 2013 році компанія не зафіксувала прибуток за весь рік. Публічна торгівля розпочалась 9 грудня 2020 року. DoorDash оцінила свої акції в 102 долари, що перевищує діапазон від 90 до 95 доларів. Акції почали торгуватися наступного ранку за 182 долари за акцію.

### Здобутки
Caviar — 1 серпня 2019 року DoorDash заявила про придбання компанії Caviar, тобто сервісу, що спеціалізується на доставці їжі з елітних міських ресторанів, які зазвичай не пропонують доставку, від Square, Inc. Ціна купівлі склала 410 млн доларів.
Scotty Labs — пізніше, в серпні 2019 року, компанія оголосила, що придбала Scotty Labs, стартап-компанію, що займається телеопераціями, які зосереджуються на технології самоуправління та дистанційного керування автомобілем. Фінансові деталі придбання публічно не розголошувались.
Chowbotics — 8 лютого 2021 року DoorDash повідомила про придбання компанії Chowbotics, робототехнічної компанії, яка відома своїм роботом для приготування салатів. Компанії не розголошували умови угоди, але Chowbotics оцінили в 46 мільйонів доларів у 2018 році.

## Робочі процеси

### Локації і Дарк Кітчен
У жовтні 2019 року DoorDash відкрила свою першу кухню-привида DoorDash Kitchen у місті Редвуд-Сіті, штат Каліфорнія. Кухні-примари, які іноді називають «темними кухнями» (англ. dark kitchen) або «кухні-комісари» (англ. commissary kitchen), — це кухонні приміщення, якими ресторани та заклади громадського харчування можуть скористатися для приготування страв на замовлення доставки та на прийом. У місті Редвуд-Сіті є 4 ресторани, які здають площу в оренду.
У листопаді 2020 року DoorDash оголосив про відкриття свого першого ресторану, співпрацюючи з рестораном Bay Area Burma Bites, пропонуючи замовлення на доставку та отримання.

### Політика чайових
У липні 2019 року DoorDash отримав критику з боку кількох видань, зокрема The New York Times, а згодом і The Verge and Vox, за свою політику чайових, яка, за словами Готаміста, «справді виглядає, відчувається і пахне аферою». Водії отримують гарантований мінімум за замовлення, який за замовчуванням оплачується DoorDash. Коли клієнт додає чайові, замість того, щоб надходити до водія, він спочатку йде до компанії до того моменту, коли компанія більше не повинна платити водієві гарантований мінімум. Тоді водії отримують лише ту частину чайових, яка перевищує мінімальну. DoorDash оголосила про плани змінити модель оплати праці незабаром після історії New York Times. Через тиждень після статті Times клієнт DoorDash подав колективний позов проти компанії за її «суттєво неправдиву та оманливу» політику чайових. 20 серпня 2019 року Vox опублікував статтю під назвою «DoorDash все ще утримує чайові працівників майже через місяць після обіцянки припинити». 22 серпня 2019 року DoorDash оголосила про оновлення політики чайових та пообіцяла «роздати їх для всіх Dashers наступного місяця» (тобто десь у вересні 2019 року).

### Ініціатива COVID-19
До середини 2020 року, в розпал пандемії COVID-19, коли попит на послуги доставки товарів зріс, DoorDash оголосила, що «накопичила десятки тисяч рукавичок і пляшок дезінфікуючого засобу для рук» і надавала їх водіям доставки безкоштовно. Компанія також заявила, що змінила стандартний варіант висадки на безконтактну доставку. DoorDash став найбільш швидкозростаючою службою доставки їжі протягом пандемії.
Програма компанії «Відкриті для доставки», розпочата в жовтні 2020 року, з заявленою метою об'єднати реальні ресторани, які закрились через пандемію COVID-19, з місцевими операторами кухні-привида, які пропонують лише доставку та доставку обслуговування.

### Антимонопольний судовий процес
У квітні 2020 року група жителів Нью-Йорка подала до суду на DoorDash, GrubHub, Postmates та Uber Eats, звинувативши їх у монопольному використанні своєї ринкової влади. За словами позивачів, компанії у своїх додатках перераховували ресторани, лише якщо їх власники підписали контракти, які включають пункти, що вимагають однакової ціни для відвідувачів та клієнтів доставки. Позивачі заявляли, що ця домовленість збільшує вартість для споживачів, які приходять до закладу, оскільки вони зобов'язані субсидувати вартість доставки, а також додатки стягують «неосяжну» плату, яка становить від 13 % до 40 % доходу, тоді як середній прибуток ресторану коливається від 3 % до 9 % доходу. Позов вимагає збитків у потрійному розмірі, включаючи надмірну оплату, з 14 квітня 2016 року для клієнтів, що їдять в ресторанах і замовляють доставку у Сполучених Штатах, від ресторанів, що використовують додатки для доставки відповідачів. Справа подана до Федерального окружного суду США, південного округу Нью-Йорка, як Давіташвілі проти GrubHub Inc., 20-cv-3000. Дата судового розгляду ще не призначена.

### Безпека даних
4 травня 2019 року DoorDash підтвердила, що 4,9 млн клієнтів, працівників служби доставки та продавців мали конфіденційну інформацію, викрадену через порушення даних. Ті, хто приєднався до платформи після 5 квітня 2018 року, не зазнали шкоди.